# 利韋澤尼鄉
46°33′0″N 24°38′0″E / 46.55000°N 24.63333°E
利韋澤尼鄉（羅馬尼亞語：Comuna Livezeni, Mureș），是羅馬尼亞的鄉份，位於該國中部，由穆列什縣負責管轄，面積25平方公里，海拔高度404米，2007年人口2,255，人口密度每平方公里90人。